# Wielicka Próba
Wielicka Próba (słow. Velická próba, Gerlachovská próba) – stroma, kilkunastometrowa ścianka o punkcie kulminacyjnym położonym na wysokości około 2020 m n.p.m., znajdująca się we wschodnich ścianach masywu Gerlacha w słowackiej części Tatr Wysokich. Wielicka Próba leży powyżej wylotu Wielickiego Żlebu, opadającego spod Przełączki nad Kotłem, po stronie Doliny Wielickiej. W literaturze przewodnikowej podawana jest wysokość około 1980 m n.p.m. Przez Wielicką Próbę prowadzi jedna z najpopularniejszych tras na główny wierzchołek Gerlacha. Niegdyś szlak ten był znakowany, obecnie jest dostępny jedynie z uprawnionym przewodnikiem.

## Historia
Pierwsze łańcuchy zostały założone na Wielickiej Próbie w 1880 r. Droga przez Wielicką Próbę została wytyczona przez prof. dr. Kühla w 1891 roku. W 1892 roku zmieniono nieco jej przebieg, oznakowano ją farbą i założono na niej klamry i łańcuchy. W latach następnych szlak ten nieznacznie zmieniano, znakowanie usunięto i zaopatrzono w dodatkowe łańcuchy. W 2002 roku dokonano wymiany łańcuchów na okoliczność planowanego wejścia na Gerlach prezydenta Słowacji Rudolfa Schustera i prezydentów innych państw. W roku 2004 łańcuchy te zostały w niewyjaśnionych okolicznościach zdemontowane i skradzione. Obecnie (2021) pokonanie Wielickiej Próby ułatwiają jedynie metalowe klamry.
Pierwszego turystycznego letniego wejścia na Gerlach przez Wielicką Próbę dokonali 31 sierpnia 1874 roku Mór Déchy, Anton Döller, Paul Schwartz, Josef Schäferling, Johann Still i Samuel Horvay. Pierwsze wejście zimowe na Gerlach przez Wielicką Próbę miało miejsce 29 grudnia 1908 roku, w wyprawie uczestniczyli Ernst Dubke, Johann Breuer i Johann Franz senior.